# 栗田博憲
栗田 博憲（くりた ひろのり、1948年11月4日 - ）は日本中央競馬会 (JRA) 美浦トレーニングセンターに所属していた元調教師。

## 略歴
1972年に中山競馬場白井分場の成宮明光厩舎で調教助手となる。1980年に調教師免許を取得し、厩舎を開業。初出走は同年10月25日東京競馬第10競走のタニノネバアーで14着、初勝利は翌1981年3月22日中山競馬第4競走のフジノタイヨーでのべ16頭目であった。1987年、日刊スポーツ賞金杯でトチノニシキが単勝14番人気の低評価を覆して優勝し、重賞初勝利を挙げた。同年のエリザベス女王杯ではタレンティドガールが、栗田の提案した正攻法で桜花賞・優駿牝馬の牝馬二冠馬マックスビューティを抑えて優勝し、G1競走初勝利となった。
1999年5月16日に東京競馬場で施行された緑風ステークス（1600万下条件戦）においてシンコウシングラーを出走させたが、後検量において負担重量が1.7キログラム不足していたために失格となった。これは栗田が同馬に鞍を装着する際、鞍に付属するパッドを付けずに装着したことが原因で起こったと推定され、注意義務を怠ったとして日本中央競馬会から制裁（過怠金50万円）を科された（詳細はシンコウシングラー事件を参照）。
2019年2月28日付けで定年の為、調教師を引退した。

## 調教師成績
|            | 日付           | 競馬場・開催  | 競走名           | 馬名               | 頭数 | 人気 | 着順 |
| ---------- | -------------- | ------------- | ---------------- | ------------------ | ---- | ---- | ---- |
| 初出走     | 1980年10月25日 | 4回東京7日10R | -                | タニノネバアー     | -    | -    | 14着 |
| 初勝利     | 1981年3月22日  | 3回中山2日4R  | -                | フジノタイヨー     | -    | -    | 1着  |
| 重賞初出走 | 1981年7月26日  | 2回札幌8日9R  | 北海道3歳S       | ノースワンダー     | 16頭 | 14   | 14着 |
| 重賞初勝利 | 1987年1月5日   | 1回中山1日11R | 金杯             | トチノニシキ       | 16頭 | 14   | 1着  |
| GI初出走   | 1984年5月27日  | 3回東京4日9R  | 東京優駿         | フジノフウウン     | 21頭 | 7    | 3着  |
| GI初勝利   | 1987年11月15日 | 5回京都4日10R | エリザベス女王杯 | タレンティドガール | 20頭 | 4    | 1着  |

## 代表管理馬
- タレンティドガール（1987年エリザベス女王杯）
- ヤマニンゼファー（1992年・1993年安田記念、1993年天皇賞（秋））
- シンコウフォレスト（1998年高松宮記念）
- イスラボニータ（2014年皐月賞）
- グランパズドリーム

## 表彰歴
- 1985年 優秀調教師賞
- 1987年 優秀調教師賞（関東）